# Juan López Ortiz
General Juan López Ortiz fue un militar mexicano. López Ortiz se graduó de la Escuela de las Américas en 1965, siendo adiestrado en tácticas de infantería. Fue instructor del 1.er. Curso de Operaciones en la Jungla realizado en noviembre de 1975 que comandaba el entonces coronel de la 27 Zona Militar en Acapulco, Enrique Cervantes Aguirre. El General López Ortiz participó durante el Levantamiento zapatista, y fue uno de los principales comandantes de la operación efectuada en 1994 en la ciudad de Ocosingo, que culminaría con su victoria en la Batalla de Ocosingo. Al mando de tropas de los estados vecinos de Campeche y Tabasco; siendo en aquel momento comandante de la 33 Zona Militar en Campeche.